# Anodocheilus orientalis
Anodocheilus orientalis är en skalbaggsart som beskrevs av García 2009. Anodocheilus orientalis ingår i släktet Anodocheilus och familjen dykare. Inga underarter finns listade i Catalogue of Life.